# The Firm (Rockband)
The Firm war eine britische Rockband, die von 1984 bis 1986 existierte. Durch die Prominenz und musikalische Herkunft ihrer Gründer gilt die Band als Supergroup.

## Geschichte
The Firm wurde 1984 von Jimmy Page (Gitarre) und Paul Rodgers (Gesang, Gitarre) gegründet. Die weiteren Bandmitglieder waren Tony Franklin (Bass, Keyboard) und Chris Slade (Schlagzeug, Percussion).
Ursprünglich wollte Page Bill Bruford als Drummer und Pino Palladino als Bassisten, doch beide waren vertraglich gebunden. Obwohl die Gruppe erfolgreiche Tourneen hatte, lief der Plattenverkauf eher enttäuschend.
Nach zwei Alben löste sich die Band 1986 auf. Page und Rodgers setzten ihre Solokarrieren fort, Slade ging zu AC/DC und Franklin schloss sich der Band Blue Murder an.
Der Song Fortune Hunter ging auf die XYZ-Sessions von Jimmy Page, Robert Plant, Chris Squire und Alan White (von Yes) im Jahre 1981 zurück.

## Diskografie

### Studioalben
| Jahr | Titel         | Höchstplatzierung, Gesamtwochen, AuszeichnungChartplatzierungen (Jahr, Titel, Platzierungen, Wochen, Auszeichnungen, Anmerkungen) | Höchstplatzierung, Gesamtwochen, AuszeichnungChartplatzierungen (Jahr, Titel, Platzierungen, Wochen, Auszeichnungen, Anmerkungen) | Anmerkungen                        |
| Jahr | Titel         | UK | US | Anmerkungen                        |
| ---- | ------------- | --- | --- | ---------------------------------- |
| 1985 | The Firm      | UK15 (6 Wo.)UK | US17 Gold · (33 Wo.)US | Erstveröffentlichung: Februar 1985 |
| 1986 | Mean Business | UK46 (3 Wo.)UK | US22 (19 Wo.)US | Erstveröffentlichung: Februar 1986 |

### Singles
| Jahr | Titel Album                         | Höchstplatzierung, Gesamtwochen, AuszeichnungChartplatzierungen (Jahr, Titel, Album, Platzierungen, Wochen, Auszeichnungen, Anmerkungen) | Höchstplatzierung, Gesamtwochen, AuszeichnungChartplatzierungen (Jahr, Titel, Album, Platzierungen, Wochen, Auszeichnungen, Anmerkungen) | Anmerkungen                       |
| Jahr | Titel Album                         | UK | US | Anmerkungen                       |
| ---- | ----------------------------------- | --- | --- | --------------------------------- |
| 1985 | Radioactive The Firm                | UK76 (2 Wo.)UK | US28 (15 Wo.)US | Erstveröffentlichung: Januar 1985 |
| 1985 | Satisfaction Guaranteed The Firm    | — | US73 (5 Wo.)US | Erstveröffentlichung: April 1985  |
| 1986 | All the King’s Horses Mean Business | — | US61 (8 Wo.)US | Erstveröffentlichung: Januar 1986 |

### Filme, Videoalben
- 1984: The Firm Live at Hammersmith
- 1986: Five from the Firm